# São Martinho do Vale
São Martinho do Vale ist eine Gemeinde im Norden Portugals.

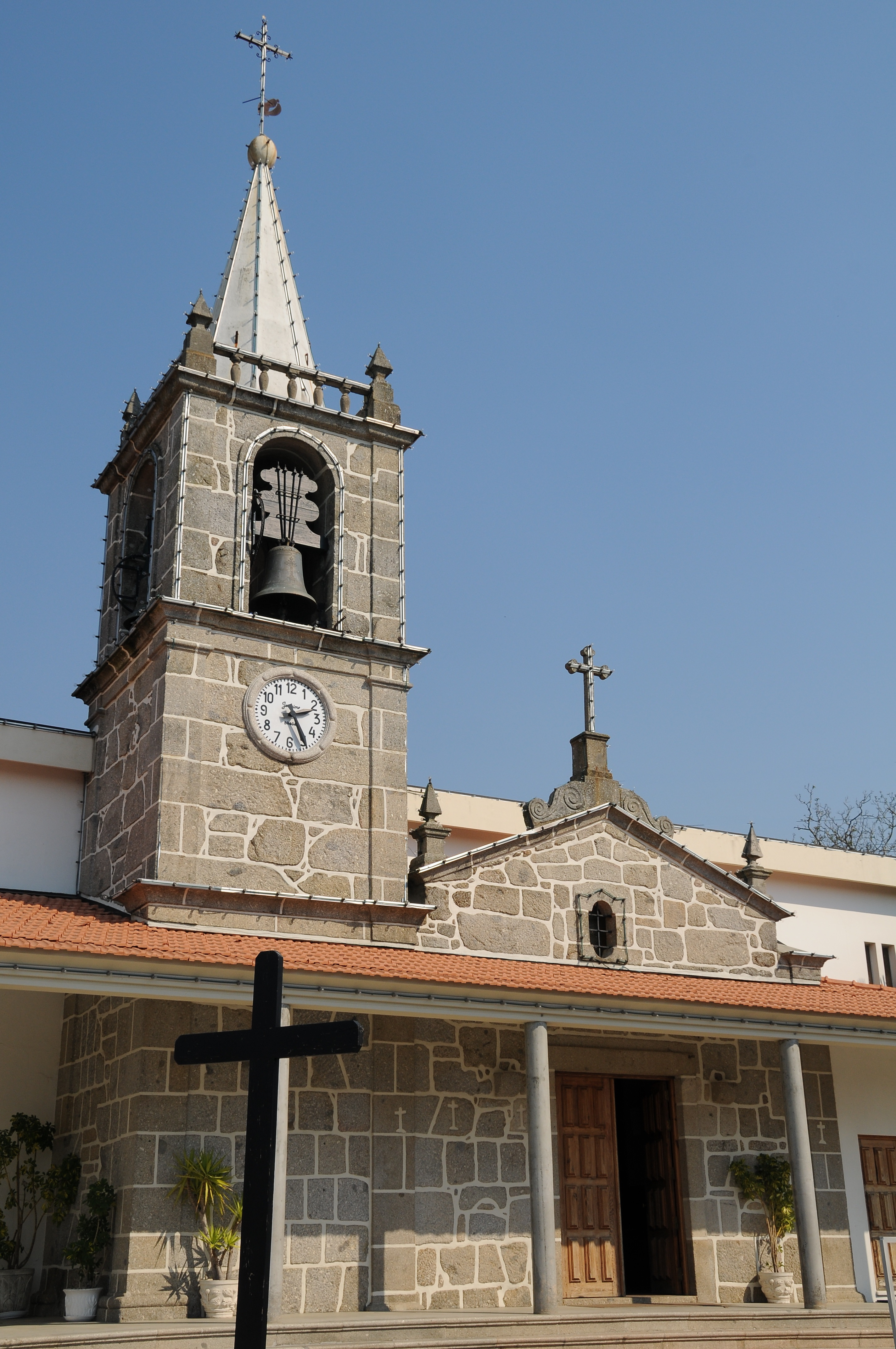
Kirche São Martinho in Vale

São Martinho do Vale gehört zum Kreis Vila Nova de Famalicão im Distrikt Braga, besitzt eine Fläche von 3,6 km² und hat 2036 Einwohner (Stand 19. April 2021).

## Söhne und Töchter der Stadt
- Tomás Pereira (1645–1708), Jesuit und Missionar in China